# Las Escobillas
Las Escobillas är en ort i Mexiko.   Den ligger i kommunen Ario och delstaten Michoacán de Ocampo, i den södra delen av landet, 270 km väster om huvudstaden Mexico City. Las Escobillas ligger 1 991 meter över havet och antalet invånare är 281.
Terrängen runt Las Escobillas är kuperad, och sluttar söderut. Runt Las Escobillas är det ganska glesbefolkat, med 25 invånare per kvadratkilometer. Närmaste större samhälle är Ario de Rosales, 12,3 km nordväst om Las Escobillas. Omgivningarna runt Las Escobillas är en mosaik av jordbruksmark och naturlig växtlighet.